# لودفيغ هارتمان
لودفيغ هارتمان (بالألمانية: Ludwig Hartmann)‏ هو سياسي ألماني، ولد في 20 يوليو 1978 في لاندسبرغ إم لش في ألمانيا. حزبياً، نشط في حزب الخضر الألماني. وقد انتخب عضو مجلس الشورى الموحد لبافاريا خلال فترته النيابية ‏ (5 نوفمبر 2018 – ).

## روابط خارجية
- لودفيغ هارتمان على موقع مونزينجر (الألمانية)